# Cratere Lagus
Lagus è un cratere sulla superficie di Dione.